# Saint-Haon-le-Vieux
Saint-Haon-le-Vieux település Franciaországban, Loire megyében. Lakosainak száma 961 fő (2022. január 1.). Saint-Haon-le-Vieux Ambierle, Renaison, Saint-Germain-Lespinasse, Saint-Haon-le-Châtel, Saint-Rirand és Saint-Romain-la-Motte községekkel határos.

## Népesség
A település népessége az elmúlt években az alábbi módon változott:
| Lakosok száma | 596  | 745  | 789  | 860  | 947  | 964  | 958  | 954  | 954  | 961  |
|               | 1968 | 1982 | 1990 | 2006 | 2013 | 2015 | 2017 | 2019 | 2020 | 2022 |